# PBS
PBS (tiếng Anh: Public Broadcasting Service, có nghĩa "Dịch vụ Truyền thông Công cộng") là mạng truyền thông công cộng phi lợi nhuận có 349 đài truyền hình làm thành viên ở Hoa Kỳ, cũng có một số đài truyền hình cáp ở Canada. Tuy thuật ngữ "truyền thông" cũng bao gồm dịch vụ radio, PBS chỉ cung cấp các chương trình tivi; radio thì nước Mỹ có NPR, American Public Media, và PRI.
PBS được thành lập năm 1969, lúc đó nó nối nghiệp nhiều chức năng của tổ chức đi trước, Truyền hình Giáo dục Quốc gia (National Educational Television, NET), tổ chức đó hợp nhất với đài WNDT tại Newark, New Jersey để trở thành WNET. PBS bắt đầu truyền hình vào thứ hai, ngày 5 tháng 10 năm 1970. Năm 1973, nó hợp nhất với Educational Television Stations.
PBS là đoàn thể tư nhân và bất vụ lợi, các đài thành viên làm chủ. Tuy nhiên, các hoạt động của nó được cấp vốn bởi Corporation for Public Broadcasting (CPB), một tổ chức riêng do chính phủ liên bang cấp vốn. Trụ sở chính của PBS ở Thành phố Crystal, Virginia.